# Imma prasinospora
Imma prasinospora är en fjärilsart som beskrevs av Edward Meyrick 1915. Imma prasinospora ingår i släktet Imma och familjen Immidae. Inga underarter finns listade i Catalogue of Life.